# Cartas de um Assassino
Cartas de um Assassino (Letters from a Killer) é um filme de 1998 dos gêneros suspense e policial, dirigido por David Carson.

## Enredo
Cartas de um Assassino é um filme sobre um homem que é falsamente acusado do assassinato de sua esposa. Durante seu tempo na prisão, ele encontra o conforto de quatro mulheres de fora do presídio com as quais corresponde. Depois de sua segunda audiência no tribunal, é finalmente libertado da prisão, porém será acusado de mais outros dois assassinatos que não cometeu.

## Elenco
- Patrick Swayze : Race Darnell
- Gia Carides : Lita
- Kim Myers : Gloria Stevens
- Olivia Birkelund : Stephanie
- Tina Lifford : Elizabeth
- Elizabeth Ruscio : Judith Sutton
- Roger E. Mosley : Horton